# 아라다나
아라다나(Aradhana)는 인도에서 제작된 샤트키 사만타 감독의 1969년 드라마, 뮤지컬, 멜로/로맨스 영화이다. 샤밀라 타고르 등이 출연하였다.

## 출연
- 샤밀라 타고르
- 라제시 칸나
- 파리다 잘랄